# 佐々木敏 (栄養学者)
佐々木 敏（ささき さとし、1957年9月13日 - ）は、日本の栄養学者、医師、医学博士、Ph.D。専門分野は栄養疫学。東京大学名誉教授。女子栄養大学客員教授。三重県津市出身。国立がんセンター研究所支所臨床疫学研究部室長、国立健康・栄養研究所栄養疫学プログラムリーダー等を歴任し、2007年より2023年3月まで東京大学大学院医学系研究科社会予防疫学分野教授。2012年より2014年まで世界保健機関（WHO）の栄養ガイダンス専門家会議のメンバーを務めた。
「EBN (Evidence Based Nutrition、科学的根拠に基づく栄養学)」という概念を日本で早期に提唱し、日本人が健康を維持するために摂取すべき栄養素とその量を示したガイドライン「日本人の食事摂取基準」（厚生労働省）策定において、2005年版から中心的役割を担っている。また、東京栄養疫学勉強会などを通じて、学生や若手研究者への教育に積極的に取り組み、日本の栄養学の発展に貢献している。
著書に『わかりやすいEBNと栄養疫学』『食事摂取基準入門 そのこころを読む』（ともに同文書院）、『佐々木敏の栄養データはこう読む！』『佐々木敏のデータ栄養学のすすめ』『行動栄養学とはなにか？』（ともに女子栄養大学出版部）ほか。月刊誌『栄養と料理』(女子栄養大学出版部)にて「佐々木敏がズバリ読む栄養データ」を連載中。

## 略歴
- 1976年 三重県立津高等学校卒業
- 1981年 京都大学工学部資源工学科卒業[15]
- 1983年 京都大学大学院工学研究科修士課程中退
- 1989年 大阪大学医学部医学科卒業（医師免許取得）[15]
- 1994年 大阪大学大学院医学系研究科博士課程修了（医学博士）[15]
- 1994年 ルーヴェン・カトリック大学大学院医学研究科博士課程修了（医学博士）[15]
- 1995年 - 1996年 名古屋市立大学医学部公衆衛生学教室助手[16][17]
- 1996年 - 2002年 国立がんセンター研究所支所臨床疫学研究部室長[16]
- 2002年 - 2006年 独立行政法人国立健康・栄養研究所栄養所要量策定企画・運営担当リーダー[16]
- 2004年 - 2005年 お茶の水女子大学大学院人間文化研究科客員教授
- 2005年 - 2006年 女子栄養大学栄養科学研究所客員教授[18]
- 2005年 - 2007年 お茶の水女子大学大学院人間文化研究科客員教授
- 2006年 - 2007年 独立行政法人国立健康・栄養研究所栄養疫学プログラムプログラムリーダー[16]
- 2006年 -  女子栄養大学大学院栄養学研究科客員教授[16]
- 2007年 - 2023年 東京大学大学院医学系研究科公共健康医学専攻 疫学保健学講座社会予防疫学分野教授[16]
- 2023年 東京大学名誉教授[2]

## 著書

### 単著
- 『わかりやすいEBNと栄養疫学』（2005年、同文書院）
- 『食事摂取基準入門―そのこころを読む』（2010年、同文書院）
- 『佐々木敏の栄養データはこう読む！』（2015年、女子栄養大学出版部）
- 『佐々木敏のデータ栄養学のすすめ』（2018年、女子栄養大学出版部）
- 『佐々木敏の栄養データはこう読む！ 第２版』（2020年、女子栄養大学出版部）
- 『行動栄養学とはなにか？』（2023年、女子栄養大学出版部）

### 共編著、監修、監訳、解説
- 『EBN入門：生活習慣病を理解するために』（編著、2000年、第一出版）
- 『改訂 公衆栄養学―日本人の食事摂取基準(2005年版)の活用 準拠 (Nブックス)』（共著、2008年、建帛社）
- 『日本人の食事摂取基準―厚生労働省「日本人の食事摂取基準」策定検討会報告書(2015年版)』（監修、2014年、第一出版）
- 『ロス 医療栄養科学大事典―健康と病気のしくみがわかる』（監訳、2018年、西村書店）
- 『日本人の食事摂取基準-厚生労働省「日本人の食事摂取基準」策定検討会報告書(2020年版)』（監修、2020年、第一出版）[16]
- 『八訂食品成分表2021』（解説、2021年、女子栄養大学出版部）[19]
- 『日本人の食事摂取基準(2025年版)』（解説、2025年、第一出版）
- 『日本人の食事摂取基準(2025年版)』（解説、2025年、女子栄養大学出版部）[20]
- 『八訂食品成分表2025』（解説、2025年、女子栄養大学出版部）[21]

### 連載
- 月刊誌『栄養と料理』（2011年4月号から - 連載「佐々木敏がズバリ読む栄養データ」、女子栄養大学出版部）

ほか

## 論文
- 佐々木敏 - researchmap
- 佐々木敏 - 科学研究費助成事業データベース
- 総説等（和文） - 東京大学

## 出演

### ラジオ
- 『カルチャーラジオ 科学と人間』「食と健康をつなぐサイエンス・栄養疫学入門 (1) - (13)」（NHKラジオ第2放送、2025年1月3日 - 3月28日）[22]

ほか

### テレビ
- 『クローズアップ現代』「道は険しい？ “減塩社会”への挑戦」（NHK、2014年9月4日）[23]
- 『フランケンシュタインの誘惑 科学史 闇の事件簿』「ビタミン×戦争×森鷗外」（NHKBSプレミアム、2017年6月29日）
- 『フランケンシュタインの誘惑 科学史 闇の事件簿』「欲望のユートピア」（NHKBSプレミアム、2017年12月28日）
- 『ヒューマニエンス』「40億年のたくらみ：『おいしさ』ヒト進化のスイッチ」（NHK BSプレミアム4K、2024年5月11日）
- 『NHKスペシャル』「ヒューマンエイジ　人間の時代　第3集・食の欲望　80億人の未来は」（NHK、2024年6月16日）[24]

ほか